# Crowborough
Crowborough es una ciudad en el distrito Wealden de Sussex Oriental en Inglaterra. Está situada en el Weald y en el borde del bosque de Ashdown, en la zona de High Weald Area of Outstanding National Beauty 7 millas (12,8 km) al suroeste del Royal Tunbridge Wells y 35 millas (56 km) al sur de Londres. Cuenta con carretera y ferrocarril y es dirigido por un concejo municipal. Es la mayor ciudad del interior (por la población) en East Sussex.

## Historia
Existen varias derivaciones para el significado del nombre de la ciudad. Antes de convertirse en un acuerdo, documentos locales utilizan los nombres de Crohbergh, Crowbergh, Croweborowghe, Crowbarrow y Crowboro. Croh (Inglés Antiguo: el azafrán o el color amarillo dorado y berg significa montaña). Gorse, que crece en abundancia en la zona de Beacon Crowborough, y sus flores amarillas bien podría haber contribuido a su significado.
En 1734, un benefactor local, Sir Henry Fermor legó dinero para una iglesia y escuela de caridad en beneficio de las "personas muy ignorantes y paganos" que vivían en la parte de Rotherfield "en o cerca de un lugar llamado Crowborough y Ashdown Forest". La iglesia, dedicada a Todos los Santos, y la escuela (primaria) todavía sobreviven hoy.
En el siglo XIX se promovió como un centro de salud en función de su altitud, las colinas y el bosque circundante. Las inmobiliarias de la época fueron tan lejos como para llamarlo Escocia en Sussex.

## Gobierno
Crowborough como un lugar por derecho propio se creó en 1880, cuando una parroquia eclesiástica se formó a partir de que en la cercana Rotherfield; una parroquia civil fue creada el 6 de abril de 1905; que a su vez se convirtió en un Ayuntamiento el 24 de mayo de 1988.
Crowborough comparte la sede del Consejo Comarcal de Wealden con Hailsham, a 13 millas (20,8 km) al suroeste, esta participación se debe a la transferencia de Hailsham solo en 2010.

## Geografía
El punto más alto de la ciudad es de 242 metros sobre el nivel del mar. Esta cumbre es el punto más alto de High Weald y el segundo más alto en East Sussex (el más alto es Ditchling Beacon). Su altura relativa es de 159 m, el significado Crowborough califica como una de las Marilyns de Inglaterra. La cumbre no está marcada en el suelo.

## Transporte
Crowborough se localiza en la carretera A26 entre Tunbridge Wells y Lewes.
La estación de ferrocarril de Crowboroughestá en la línea hacia Uckfield la cual es operada por Southern llevando a los pasajeros a la estación London Bridge; el viaje dura aproximadamente una hora.

## Educación
Crowborough cuenta con una escuela secundaria: Beacon Community College; y siete escuelas de educación primaria:
- Whitehill Infant School
- Herne Junior School
- High Hurstwood CE School
- Jarvis Brook County Primary School
- St Johns CE School
- St Mary’s RC School
- Sir Henry Fermor CE School
- Grove Park Special School

También cuenta con dos escuelas preparatorias independientes.
La ubicación cercana de este poblado a las fronteras de Kent / East Sussex permite que las escuelas especializadas en gramática de la locación de Kent estén disponibles para los alumnos de Crowborough.

## Salud
El Hospital de Crowborough es una pequeña clínica rural con una unidad de parteras. Esta unidad ha sido blanco de amenazas de clausura en reiteradas ocasiones, sin embargo aun ofrecen sus servicios gracias a una fuerte campaña local. Los servicios distintos a los de maternidad son provistos por los hospitales en Pembury y Haywards Heath.

## Deportes y entretenimiento
Crowborough cuenta con varios centros de recreación, tal vez el más famoso es el llamado Goldsmiths, el cual es el centro local de entretenimiento. El Centro de Recreación Goldsmiths fue concedido al distrito por sus dueños particulares en 1937. Desde entonces, el consejo del pueblo ha adquirido terreno adicional y ha desarrollado estas tierras transformándolas en un centro de recreación para la comunidad entera. Este terreno alberga un centro de deportes el cual incluye una alberca, un lago para remar y una vía férrea en miniatura.
El espacio para recreación más grande en todo el poblado es el parque central de Crowborough. Este antiguo lugar se compone de aproximadamente 89 hectáreas con libre acceso al público “para disfrutar el aire libre y el ejercicio”. Este lugar es propiedad del Club de Golf de Crowborough. La mayoría del terreno es boscoso y con brezales, y menos de la mitad del área total está compuesta por los campos de golf. Con el cuidado respectivo, el público puede acceder a todas las áreas del parque a pie, incluyendo las áreas de golf.
Los actors y actrices de Crowborough, fundados en 1933, son el grupo de teatro formado por residentes de esa comunidad en el Centro Comunitario de Crowborough (abierto en junio de 2012). Tras estar inactivos entre 2009 y 2011, el grupo cuenta con 60 miembros [noviembre de 2012]. Los actores están realizando su primera producción en este nuevo centro para diciembre de 2012; La Cenicienta, en pantomima. 
Los principales equipos de fútbol del poblado son Crowborough Athletic F.C. y Jarvis Brook F.C.,  Crowborough juega actualmente en la primera división de la Liga del Condado de Sussex.
El Equipo de Rugby de Crowborough ascendió de la ligas de Sussex en 2006 ya ahora participa en la segunda división del sur de Londres.

## Tradiciones locales
Un acontecimiento importante en el calendario de la ciudad es su celebración de la Noche de Guy Fawkes, que se celebra anualmente el 5 de noviembre. 
Un promedio de 5000 personas descienden sobre Recreation Ground Goldsmiths para presenciar este evento. 
Sin embargo, esto se ve ensombrecida por las travesuras de "Noche de Carnaval", que ve todo el pueblo a las calles. 
Las donaciones en la noche son tradicionalmente recogidas por el local Club de Leones, y donada a la caridad del alcalde. 
El Ayuntamiento también pone en una feria de verano y una feria de Navidad. 
Un día de diversión de verano organizado por la Cámara de Comercio de Crowborough.
- Datos: Q179259
- Multimedia: Crowborough / Q179259